# Романовка (усадьба)
«Романовка» — старинная усадьба, принадлежавшая русскому дворянскому роду Бистромов. Расположена в Кингисеппе Ленинградской области.
Основана в XIX веке, является памятником истории. С XX века территория используется как городской общественный парк.

## История
В начале XIX века эти земли на берегу реки Луги, напротив городища крепости Ям, занимал городской выгон, но его расположение было неудобным и как пастбище он не использовался. В 1820-х годах городская дума Ямбурга постановила сдавать заброшенный участок земли в аренду. Последним арендатором числился купец Василий Николаевич Поляков. Он устроил здесь пахотные поля, сохранив для жителей возможность загородных прогулок.
Карл Иваанович Бистром, барон, генерал-адъютант и герой Отечественной войны 1812 года, получил данный участок в 1830-х годах. В ноябре 1836 года городская дума рассмотрела просьбу Бистрома и уступила ему в вечную и потомственную собственность 25 десятин земли. Договор о дарении высочайше утвердил император Николай I, который в марте 1837 года собственноручно поставил на документе резолюцию «Согласен». Усадьба генерала Бистрома была отмежевана от городской земли летом 1837 года. Вскоре новый владелец дополнительно прикупил у помещика Владимира Ивановича Роткирха соседний земельный участок площадью 30 десятин за 5 тыс. рублей.
Бистром занялся устройством имения. Здесь был разбит парк в английском стиле. Имение получило название «Романовка» по имени рано скончавшегося брата Карла — Романа Бистрома. Невдалеке находилась Луцкая мыза, принадлежавшая Елизавете Адамовне Бистром, вдове Романа. Старшая сестра Елизаветы — Надежда Адамовна — была супругой дворянского предводителя Павла Леонтьевича Шемиота, а их сын Валериан служил у Карла Ивановича в адъютантах.
В 1838 году Карл Бистром, находясь на лечении в Баварии, скончался. Его тело перевезли из Европы в Ямбург на бриге «Усердие» и с воинскими почестями захоронили на территории имения. Было решено поставить памятник на могиле Бистрома. Офицеры Гвардейского корпуса собрали для этих целей 33 тыс. рублей, а ещё 5 тысяч выделил император из Кабинета Его Величества.
По просьбе Великого князя Михаила Павловича проект памятника начал разрабатывать мюнхенский архитектор Лео фон Кленце. Он предложил установить на гранитный пьедестал скульптуру чугунного льва, а постамент украсить чугунными барельефами в виде аллегорий тех сражений, в которых участвовал Бистром. По расчетам архитектора Андрея Штакеншнейдера, смета памятника значительно превышала собранную подпиской сумму и доходила до 43 тыс. рублей. Великий князь Михаил Павлович поручил переработать проект президенту Академии художеств А. Н. Оленину. В ноябре 1839 года Оленин приступил к работе и внёс свои изменения. Он исключил из проекта чугунные барельефы, но оставил гранитный камень с простой отделкой и сохранил прежние размеры надгробия. На главном фасаде гранитного камня Оленин спроектировал нишу, обрамленную лавровым венком для установки бронзового бюста. Оленин предложил шрифт и золочение букв, разработал лапидарные надписи на пьедестале о том, кому и от кого был сооружен памятник, в каких сражениях участвовал генерал. Замысел Оленина был воплощен на бумаге художником 14-го класса Михаилом Арефьевичем Щуруповым и высочайше утвержден в январе 1840 года Николаем I.
Отставной гвардии капитан Андрей Иванович Крутов занимал должность инспектора Академии художеств. В годы военной службы он был подчиненным Бистрома. Узнав о том, что Гвардейский корпус собирается воздвигнуть надгробный памятник Бистрому, Крутов пожертвовал личные средства и принял активное участие в его сооружении. Он вызвался руководить установкой памятника. Все работы по изготовлению памятника Крутов обязался произвести под надзором Оленина и при содействии академика Мари-Анн Колло — автора головы Петра I в «Медном всаднике» Этьена Фальконе. Изготовление памятника Бистрому началось в январе 1840 года. Сооружение пьедестала из трёх камней поручили производителю камнетёсных работ почётному гражданину Чернягину. Отливка бронзовой фигуры льва и бюста была заказана барону Петру Карловичу Клодту. Клодт изваял фигуру по образцу флорентийских львов, украшающих главный вестибюль Академии художеств. Бронзовый бюст Бистрома выполнялся скульптором на основе мраморного произведения Кирхмайера, прежде заказнного императором Николаем I. В июле 1840 года фигура льва и бюст Бистрома были готовы и осмотрены А. Н. Олениным.

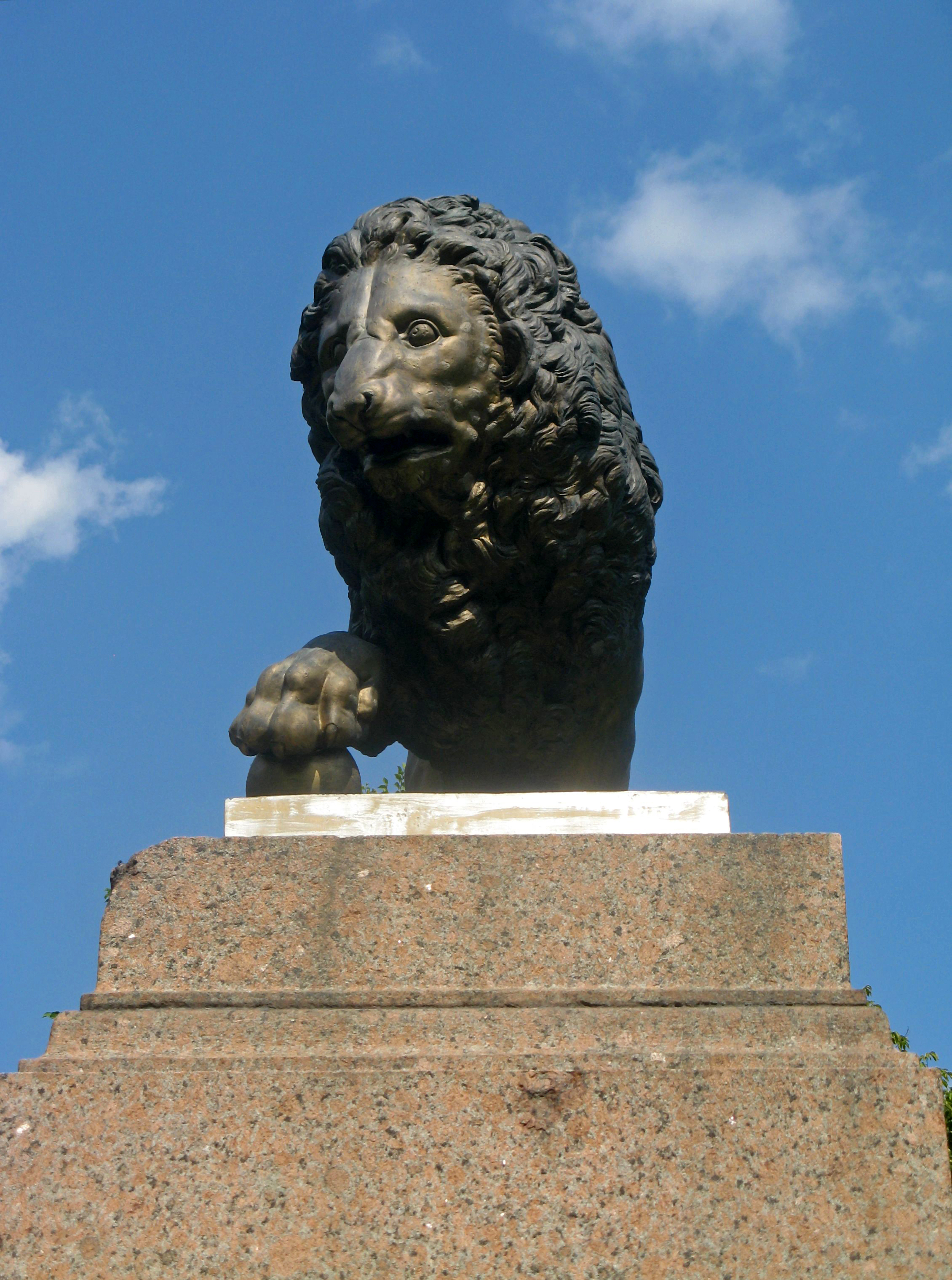
Бронзовый лев
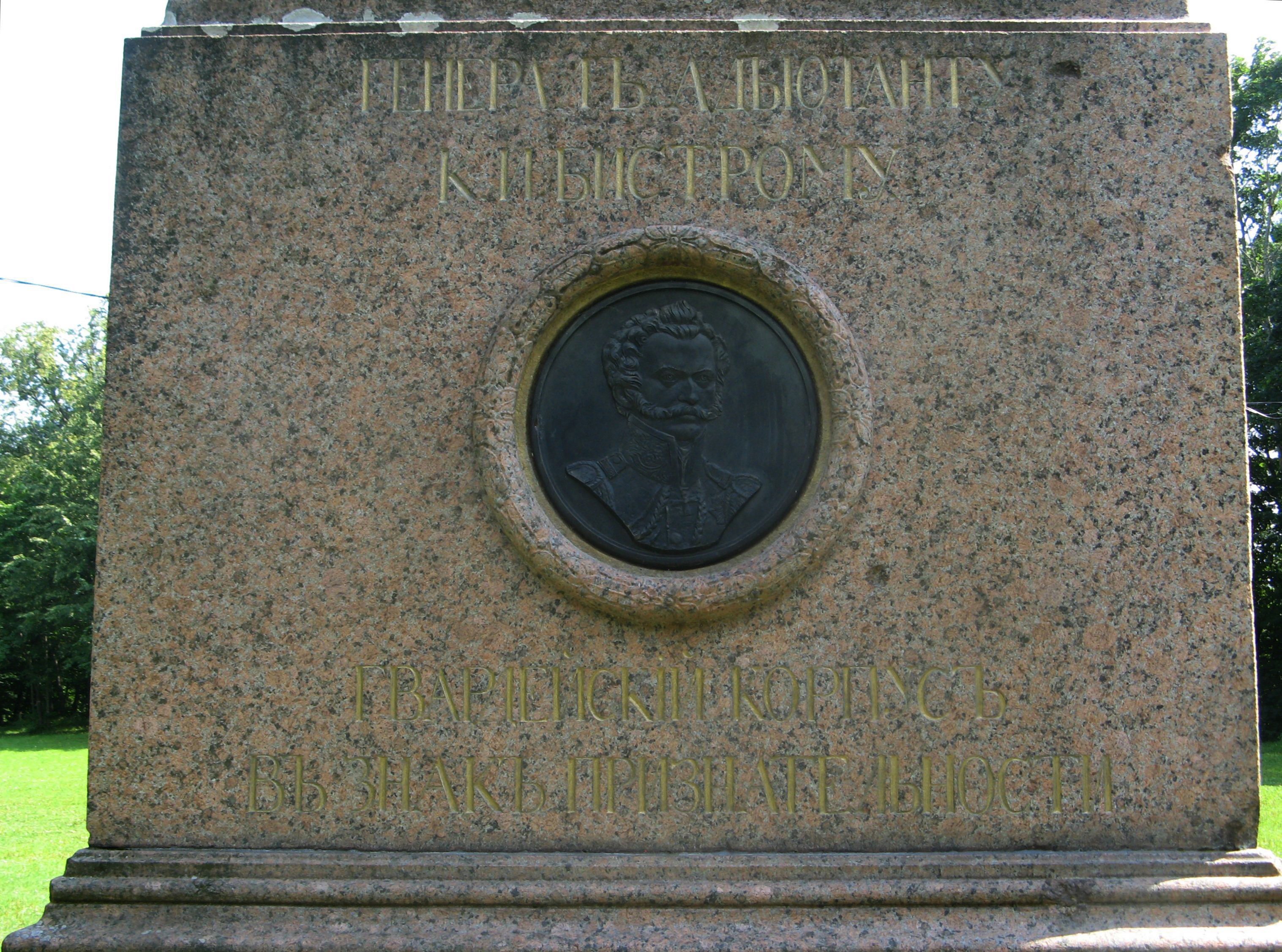
Барельеф
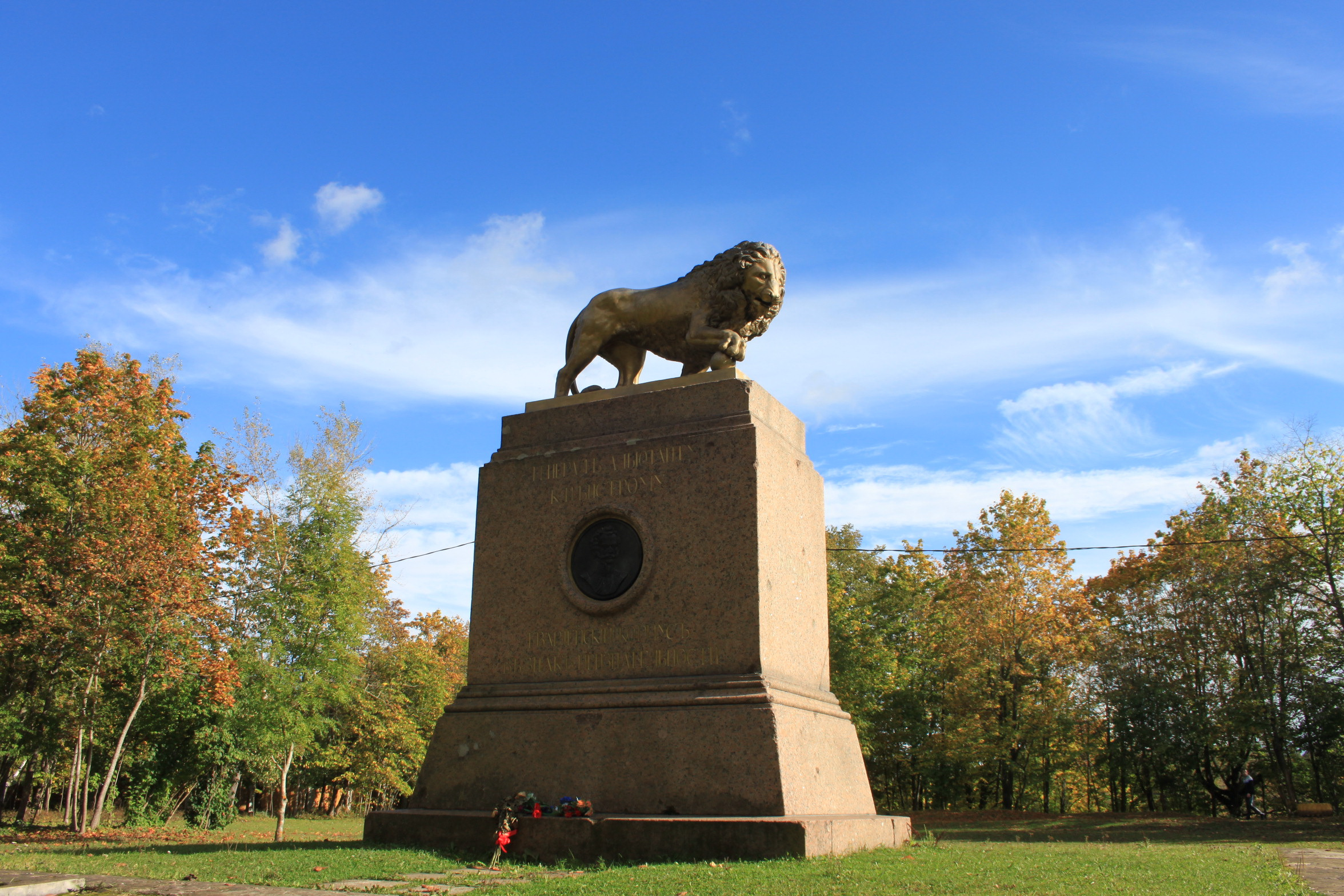
Общий вид памятника
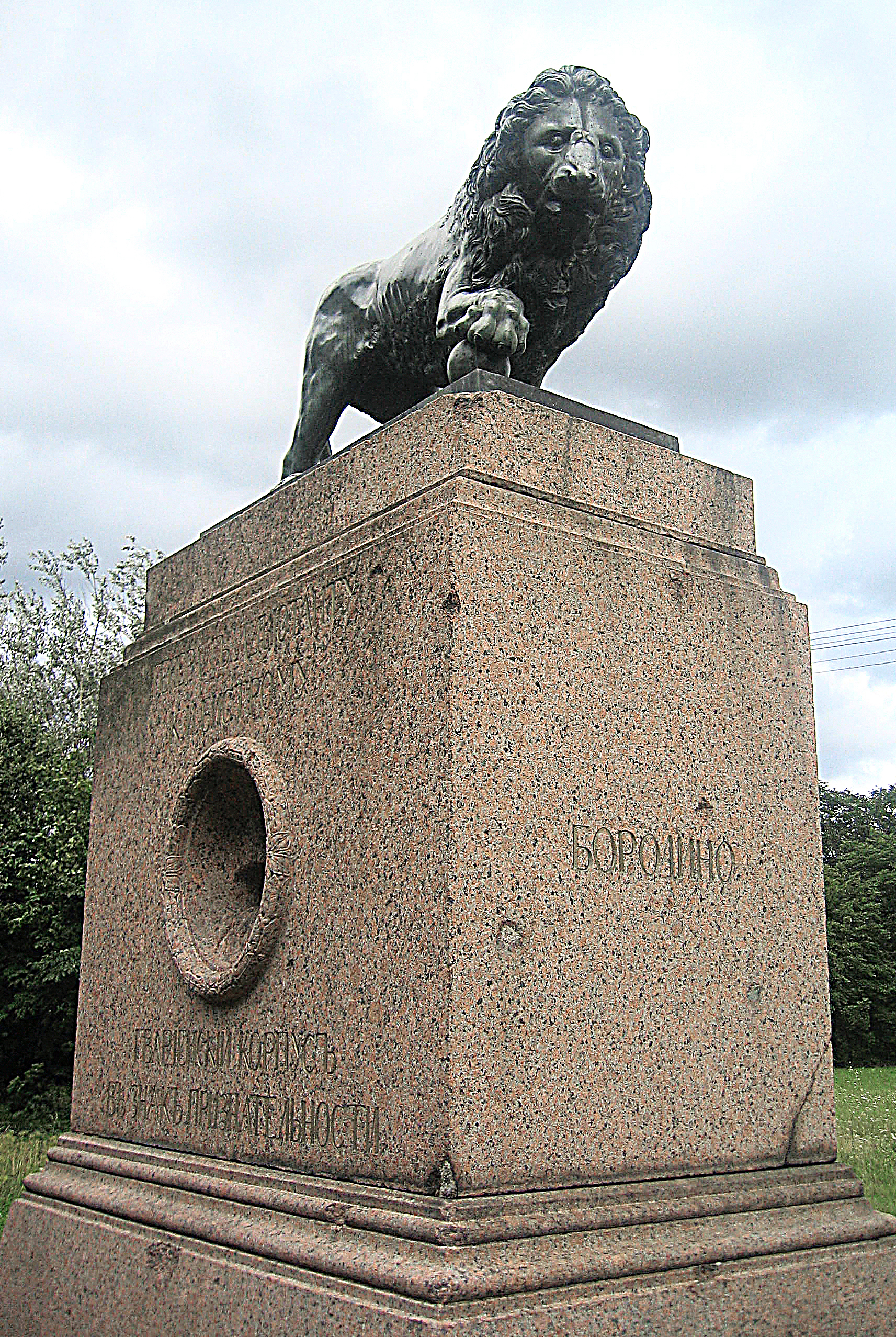
Лев на постаменте

В октябре 1840 года гранитный пьедестал памятника прибыл водным путём к Ямбургу. В апреле 1841 года все работы по установке надгробия Бистрома в имении были завершены. Торжественное открытие памятника состоялось 20 апреля 1841 года. Командир Гвардейского корпуса поручил расквартированному в Ямбурге Кекскольмскому гренадерскому полку принять памятник Бистрома в свое ведение. Рядом с могилой была сооружена часовня и инвалидный дом для гвардейских солдат.
После смерти барона Бистрома поместье перешло во владение его родственникам: племянникам Николаю и Арнольду Бистромам, племяннице Вере Аршеневской, а также друзьям — полковнику Михаилу Крутову и адъютанту Валериану Шемиоту. По условиям дарения, новые владельцы «Романовки» обязаны были содержать имение из доходов хозяйства, обрабатывать поля и луга. Часть прибыли от усадьбы шла на содержание заведения для увечных солдат Гвардейского корпуса. Управление каменоломней доверялось одному из совладельцев имения. Десятина от добычи камня шла в также пользу инвалидного дома. Остальной доход делился поровну между владельцами усадьбы. К середине 1840-х годов владельцами «Романовки» остались Ардалион и Николай Романовичи Бистромы. Они сохранили за собой историческую часть усадьбы с могилой Карла Ивановича и инвалидным домом, безвозмездно передав остальную землю крестьянам Луцкого имения.
В 1890-х годах Романовка значилась выморочнным имуществом Ардалиона Бистрома и досталось после его смерти губернскому дворянству. Усадьбу купил петербургский нотариус Семён Иванович Дворжецкий. Городская управа Ямбурга воспротивилась сделке. Между дворянским собранием и ямбургскими властями началась судебная тяжба, которую управа проиграла. На рубеже XIX—XX веков усадьба Романовка получила второе название — пустошь Обрыв. В 1900 году новым владельцем земель стал коллежский советник Фёдор Фёдорович Александров. В ноябре 1910 года он продал усадьбу графине Елизавете Георгиевне Романовой (урождённой Сиверс), дочери ямбургского предводителя дворян Георгия Сиверса. Елизавета Георгиевна прямых наследников не оставила. В декабре 1914 года решением окружного суда усадьба перешла во владение к её сестрам — графиням Татьяне, Вере, Нине Сиверс и их четвёртой сестре Варваре Резвой.
В годы Первой мировой войны в имении был открыт госпиталь для раненых солдат. Совладельцы усадьбы безвозмездно уступили для госпиталя служебный корпус — каменное здание бывшего инвалидного дома. Он действовал вплоть до революции 1917 года. В 1918 году «Романовка», в числе многих усадеб Ямбургского уезда, подверглась разорению и национализации. В частности, фигуру льва демонтировали и пытались сдать на металлолом. Это удалось остановить после вмешательства уполномоченного отдела по делам музеев Наркопроса РСФСР Якова Комшилова, который занимался учётом памятников искусства и старины в уезде. К середине 1920-х годов фигуру льва вернули на постамент, но бронзовый бюст генерала и ограда памятника были утрачены.

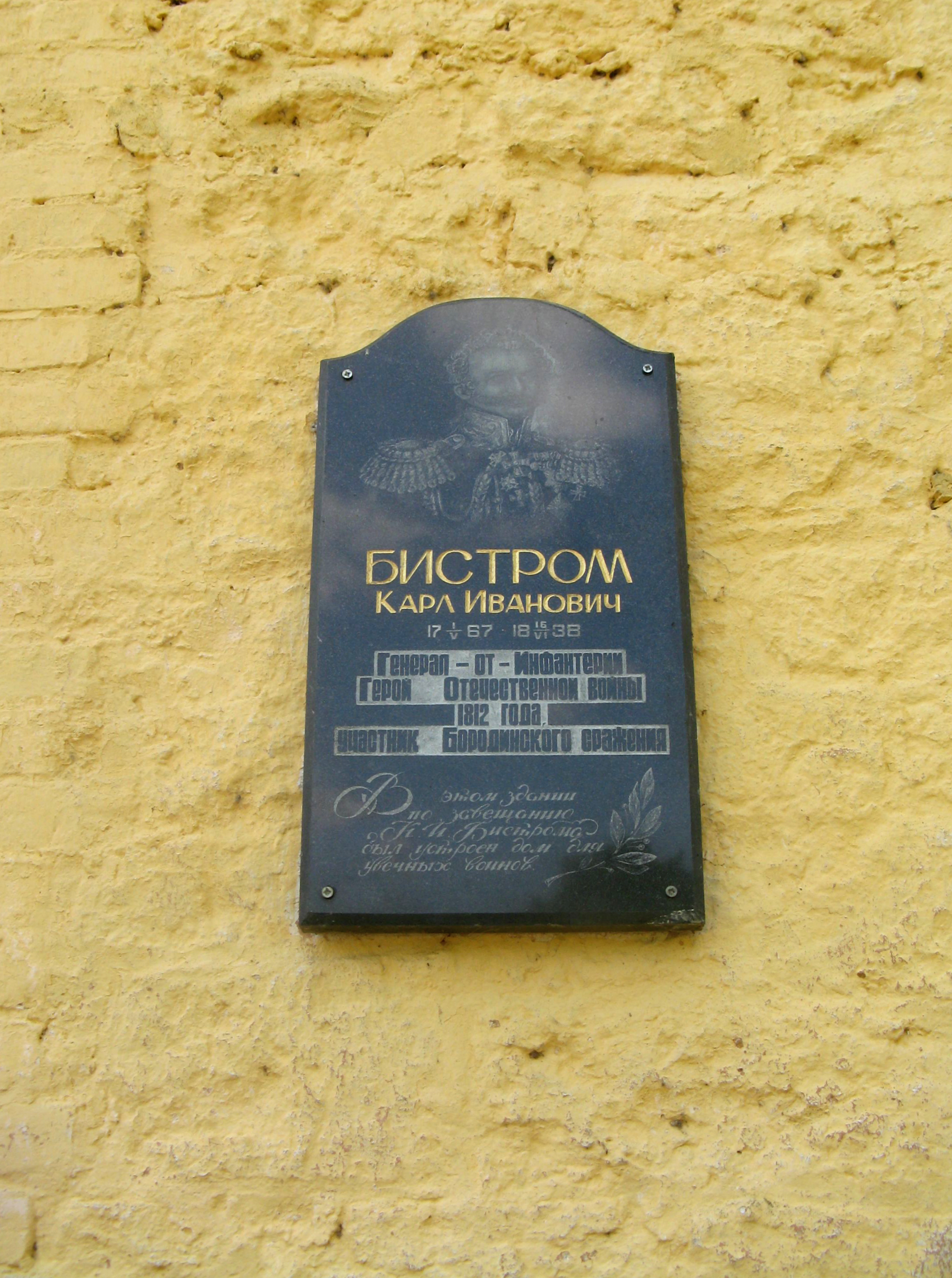
Памятная доска Бистрому на доме для солдат-инвалидов
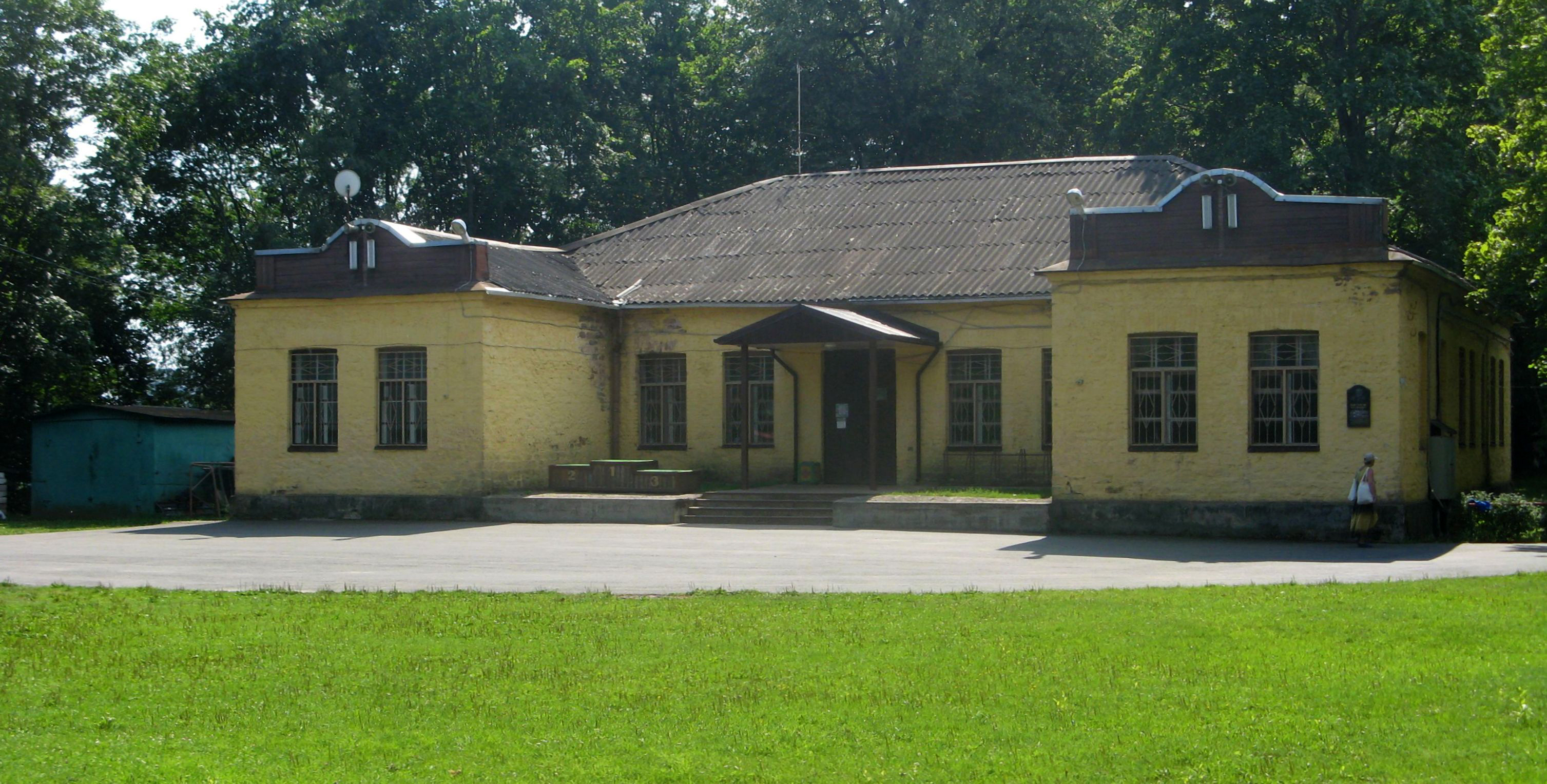
Общий вид дома инвалидов
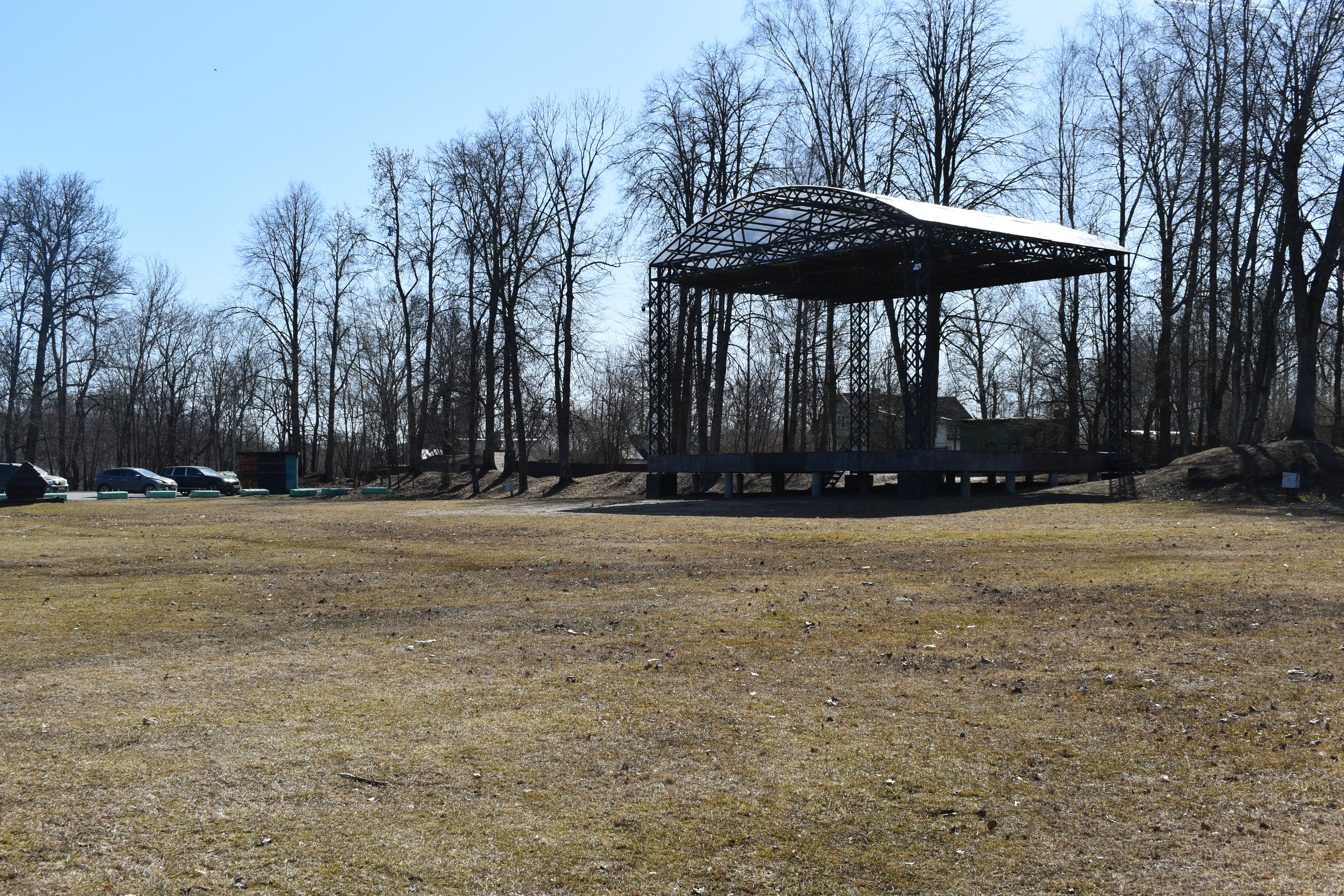
Летняя сцена в парке
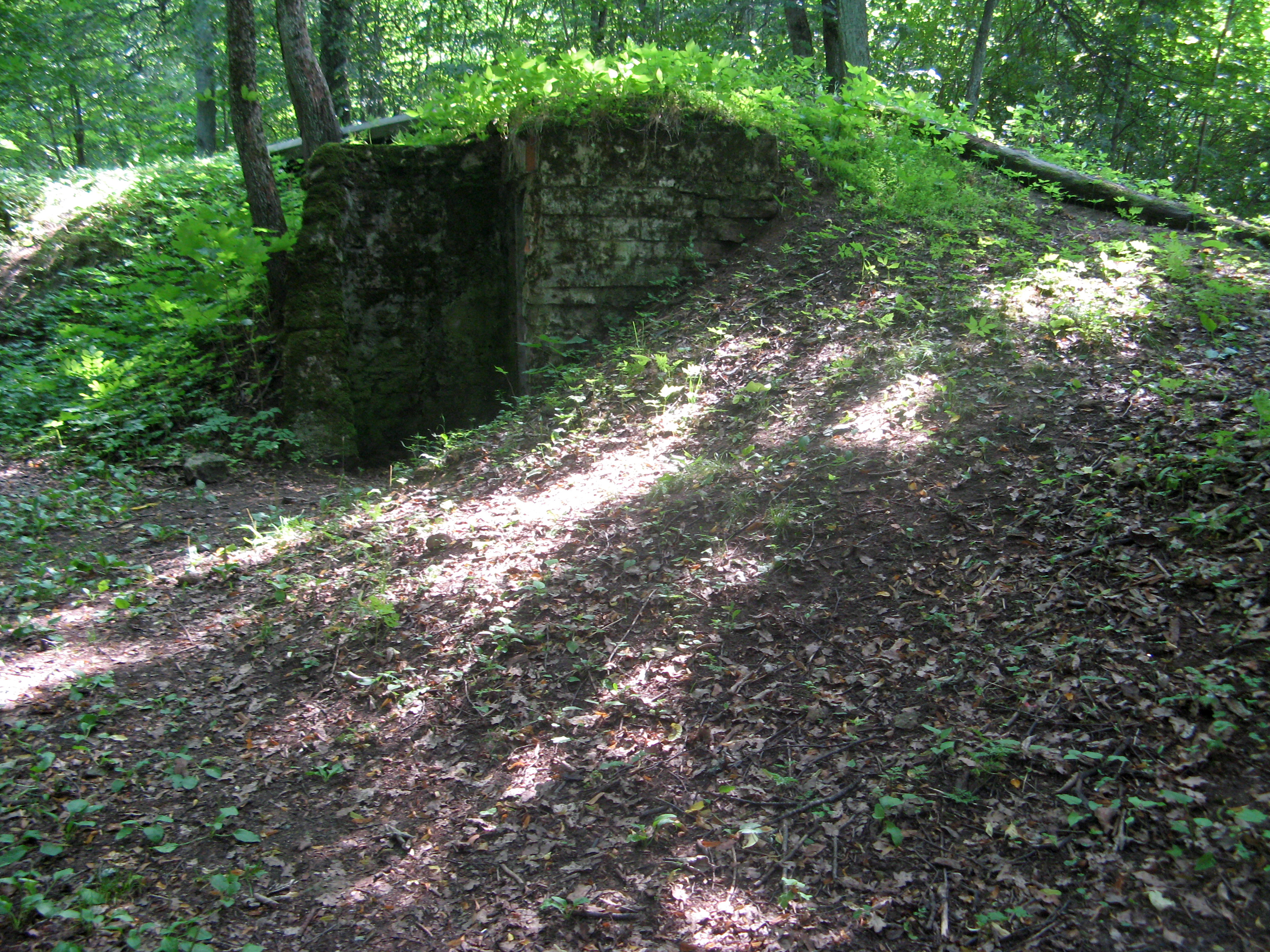
Бывшие укрепления в парке

В апреле 1921 года уездный исполком принял решение о размещении  детского дома в бывшем имении. Интернат для детей-сирот находился здесь до осени 1924 года. В 1924 году бывшей усадьбе дали название Комсомоловка. 1 июня 1925 года в бывших усадебных зданиях открылся дом отдыха, но и он проработал недолго. В предвоенные годы усадьбу занимал Кингисеппский погранотряд НКВД. Комсомоловка стала закрытой территорией.
Во время Великой Отечественной войны территорию города оккупировали немцы. В бывшем имении дислоцировались подразделения их войск. После освобождения Кингисеппа в 1944 году памятник лишился скульптуры льва. После окончания войны начались поиски пропавших произведений искусства. В 1946 году на территории рижского завода «ВЭФ» была найдена бронзовая фигура льва. Через год её перевезли в Ленинград. В 1954 году реставраторы и искусствоведы определили, что бронзовый лев из Прибалтики прежде украшал надгробие Бистрома. Скульптуру передали кингисеппскому исполкому для установки на историческое место. В июле 1954 года городские власти постановили: реставрацию льва не производить, перевезти скульптуру в том виде, в котором она сохранилась. Лев вернулся на свой постамент 27 сентября 1954 года.
В послевоенные годы Комсомоловка как городская зона отдыха не использовалась. Бывший инвалидный дом долгое время занимали квартиры военных. Но в конце 1950-х годов здесь стали проводить спортивные и культурные мероприятия. В советское время территория бывшего имения использовалась также как лыжная база производственного объединения «Фосфорит», позднее здесь работал парк аттракционов. По состоянию на начало XXI века, в «Романовке» обустроен общественный парк. Здесь проводятся городские праздники, фестивали и спортивные мероприятия.
«Брозновый лев» входит список памятников истории федерального значения.

## В культуре
Летом 1953 года берег реки Луги близ Романовки привлек кинематографистов «Ленфильма». Режиссёры Григорий Рошаль и Сергей Сиделёв решили создать цветную картину со стереоэффектом. На землях бывшего имения Бистрома были отсняты сцены из фильма-оперы «Алеко (фильм-опера)», созданного по мотивам поэмы Пушкина на музыку Рахманинова. В съемках принимали участие известные оперные артисты И. Зубковская, М. Рейзен, Б. Златогорова, С. Кузнецов, А. Огнивцев.